# Jean-Marc Mousseron
Pour les articles homonymes, voir Mousseron.
Jean-Marc Mousseron, né le 25 mai 1931 à Montpellier et mort le 16 décembre 2000 à Claret, est un juriste français.

## Biographie
Il est le père du juriste et professeur de droit Pierre Mousseron.
Titulaire d'un doctorat en droit de l'Université Montpellier 1 qu'il reçoit en 1960 et est agrégé de droit privé en 1961. Il commence sa carrière d'enseignant à Alger puis à Beyrouth avant de la poursuivre à Montpellier.
En 1975, il publie le Traité de Droit de la Distribution, matière dont l’intitulé était jusqu’alors même inédit. Il dirige ensuite de nombreux travaux de droit fondamental et de droit appliqué dans ce secteur tant il considère que les premiers ne peuvent se couper des seconds. Ses élèves deviennent ses collaborateurs pour assurer la publication régulière dès 1972 de la Lettre de la Distribution puis des Cahiers du Droit de l’Entreprise édités dans le cadre du Jurisclasseur périodique édition « Entreprise et Affaires » et dont il assure activement la direction jusqu’à son décès en 2000. Son ouvrage de Technique Contractuelle, publié aux éditions Francis Lefebvre, prolonge cet effort constant d’apporter aux praticiens du droit de l’entreprise. Jean-Marc Mousseron fut aussi le spécialiste français du droit de la propriété industrielle ainsi que l’attestent le Traité des brevets publié en 1984 et les Dossiers Brevets, publication périodique dont il tient seul les rênes.
Visionnaire du droit, il défend la promotion du droit de l’entreprise, matière qui selon lui ne se décline pas seulement dans l’adjonction de disciplines d’inspiration commercialiste, travailliste, fiscale ou comptable, mais bien au-delà se veut une conjugaison de celles- là.
Jean-Marc Mousseron est également le fondateur avec Gérard Cas et Jean Paillusseau du diplôme du Djce, décerné par la Fédération Nationale du Droit de l'Entreprise dont il fut le président d'honneur.

## Principaux ouvrages
- Technique Contractuelle, éditions Francis Lefebvre, (1988, 1re édition)[7]
- Le droit français nouveau de la concurrence, Jean-Marc Mousseron et Véronique Sélinsky, Litec (1987, 1re édition)
- Traité des brevets, Librairies techniques, 1984
- Traité de Droit de la Distribution, Librairies techniques, 1975